# Liberty (日本のバンド)
Liberty（リバティー）は、東京を中心に活動するエモーショナル・ハードコアギターロックバンドである。2004年5月現在のメンバーで結成。2006年自主レーベルよりアルバム｢螺旋パーティー｣発売。タワーレコードインディーズチャート第5位。

## メンバー
- 岩谷文武(1979年11月24日)　埼玉出身。ボーカル･ギター担当。
- 伊東環(1971年10月14日)　大阪出身。ギター担当。
- 神谷慎(1979年11月6日)　埼玉出身。ベース担当。
- 小川功(1971年5月25日)　名古屋出身。ドラム担当。

## ディスコグラフィー

### アルバム
- 螺旋パーティー (2006年4月19日)

### シングル
- 僕らはみんな生きている (2006年8月13日)
- ステロタイプ (2006年9月13日)
- sway (2006年10月16日)
- 僕の好きなディストーション (2006年12月31日)
- 僕らの描いた夢 (2007年3月14日)
- いつまでもプレストの中 (2007年4月27日)